# Fabrizio Gallo
Fabrizio Gallo (falecido a 5 de novembro de 1614) foi um prelado católico romano que serviu como bispo de Nola (1585–1614).

## Biografia
No dia 1 de julho de 1585, Fabrizio Gallo foi nomeado bispo de Nola durante o papado de Sisto V. A 21 de setembro de 1585, foi consagrado bispo por Giulio Antonio Santorio, cardeal-sacerdote de San Bartolomeo all'Isola, Angelo di Cipro, bispo emérito de Santorini, Marco Antonio del Tufo, bispo de San Marco, servindo como co-consagradores. Serviu como bispo de Nola até à sua morte a 5 de novembro de 1614.